# Живецькі Бескиди

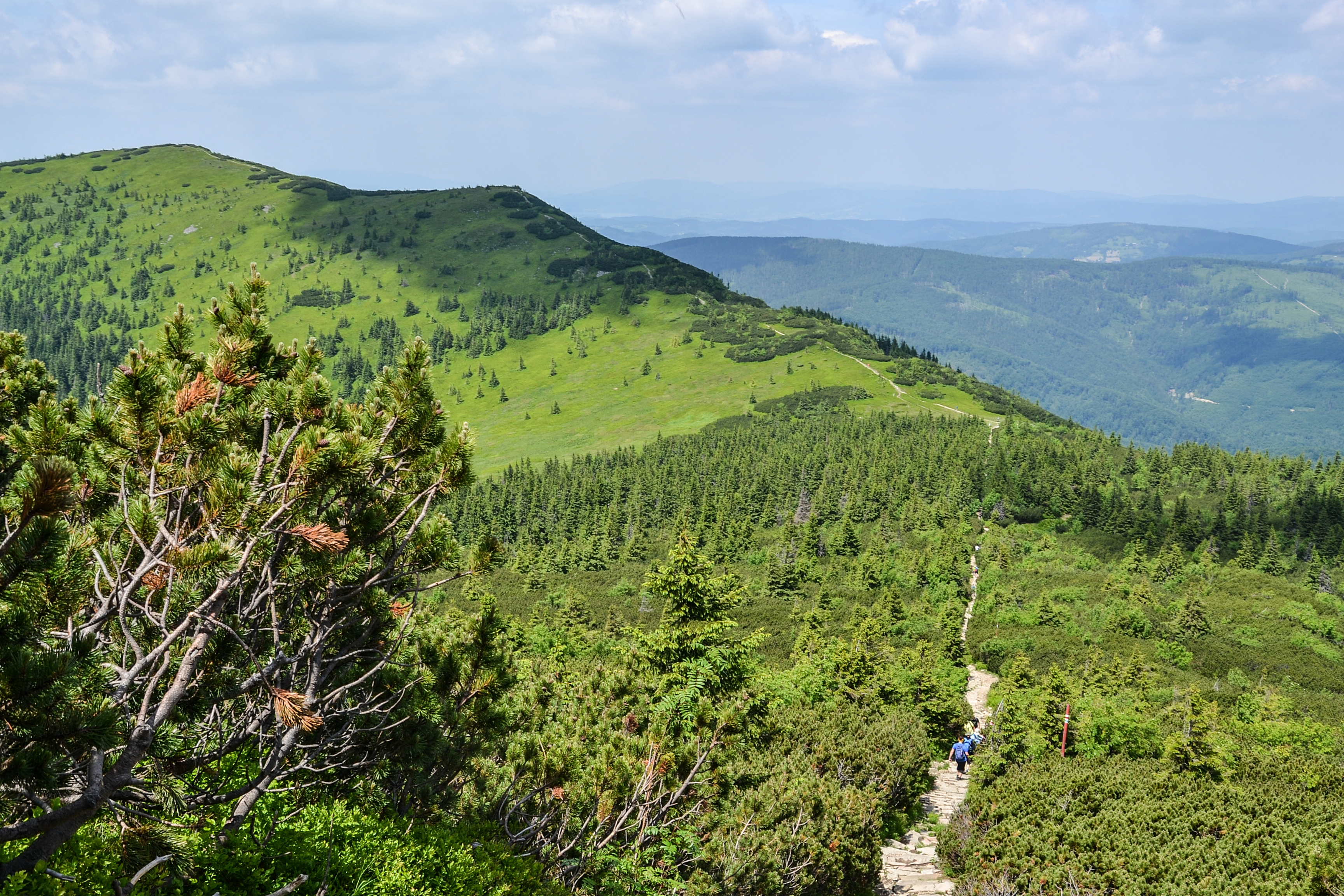
Бабьоґурський національний парк

Живецкі Бескиди (на тер. Польщі; пол. Beskid Żywiecki) / або Словацькі Бескиди (на тер. Словаччини; словац. Slovenské Beskydy) — гори на кордоні Польщі та Словаччини, частина Західних Бескид.
Протяжність хребта близько 80 км. Найвища точка — гора Бабина (1725 м). На схилах до висоти 1400 м ростуть ялицево-смерекові і букові ліси, вище — гірські чагарники і луки. Тут відкрито національний парк.